# カルタゴ港海戦
カルタゴ港海戦（カルタゴこうかいせん）は、第三次ポエニ戦争中の紀元前147年に、カルタゴ沖で発生した、共和政ローマとカルタゴの海戦。

## 背景
紀元前147年夏、ローマ軍はカルタゴを包囲し、海上からもルキウス・ホスティリウス・マンキヌスが率いるローマ艦隊が海上を封鎖していた。新しい執政官スキピオ・アエミリアヌスも艦隊を率いて到着したため、ローマ海軍の戦力は増強されていた。

## 戦闘
カルタゴは、ローマ海軍の封鎖に一部穴があり、そこから出撃できるとを発見した。そこで50隻の三段櫂船を中心にした艦隊を出撃させ、ローマ艦隊に向かった。カルタゴ艦隊はカルタゴ港の沖でローマ艦隊と遭遇し、戦闘が開始された。最初の戦闘はカルタゴ側が勝利し、ローマ簡単に甚大な被害を与えた。しかし、戦闘が進むに連れカルタゴ側にも損害が出始め、結果カルタゴ海軍は港に戻ることにした。この際に、小型船をカルタゴ港の入り口に沈めて、ローマ艦隊のカルタゴ港への侵入を困難にした。

## その後
カルタゴ艦隊は戦闘には勝利したものの損害も大きく、その後出撃することはなかった。

## 参考資料
- アッピアノス『ローマ史：ポエニ戦争』
- Nowaczyk, Bernard (2008). Kartagina 149-146 (in Polish). Warsaw: Bellona. ISBN 83-111-1270-3.